# Jelena Glebova
Jelena Glebova (Tallinn, RSS Estônia, 16 de junho de 1989) é uma ex-patinadora artística no gelo estoniana. Ela é três vezes campeã nacional da Estónia no individual feminino. Ela treina desde os seus 7 anos de idade. Foi anteriormente treinada por Irina Kononova.
O seu irmão mais velho, Ilja Glebov é também um patinador.

## Principais resultados
| Resultados | Resultados        | Resultados      | Resultados      | Resultados       | Resultados        | Resultados    | Resultados       | Resultados      | Resultados        | Resultados       | Resultados      | Resultados      | Resultados    | Resultados    |
| Internacional | Internacional     | Internacional   | Internacional   | Internacional    | Internacional     | Internacional | Internacional    | Internacional   | Internacional     | Internacional    | Internacional   | Internacional   | Internacional | Internacional |
| Evento/Temporada | 2002– 2003        | 2003– 2004      | 2004– 2005      | 2005– 2006       | 2006– 2007        | 2007– 2008    | 2008– 2009       | 2009– 2010      | 2010– 2011        | 2011– 2012       | 2012– 2013      | 2013– 2014      |               |               |
| --- | ----------------- | --------------- | --------------- | ---------------- | ----------------- | ------------- | ---------------- | --------------- | ----------------- | ---------------- | --------------- | --------------- | ------------- | ------------- |
| Jogos Olímpicos |                   |                 |                 | 28.ª             |                   |               |                  | 21.ª            |                   |                  |                 | 29.ª            |               |               |
| Campeonato Mundial |                   |                 | 33.ª            |                  | 18.ª              | 15.ª          | 16.ª             | 21.ª            | 22.ª              | 13.ª             | 16.ª            | 26.ª            |               |               |
| Campeonato Europeu |                   |                 | 25.ª            | 15.ª             | 12.ª              |               | 12.ª             | 10.ª            |                   | 11.ª             | 13.ª            | 7.ª             |               |               |
| GP Rostelecom Cup |                   |                 |                 |                  |                   |               | 6.ª              |                 | 10.ª              |                  |                 |                 |               |               |
| GP Skate America |                   |                 |                 |                  |                   |               |                  | 5.ª             |                   |                  |                 |                 |               |               |
| GP Skate Canada International |                   |                 |                 |                  |                   | 8.ª           | 11.ª             |                 |                   |                  |                 |                 |               |               |
| GP Trophée Éric Bompard |                   |                 |                 |                  |                   | 6.ª           |                  |                 |                   |                  | 7.ª             |                 |               |               |
| Crystal Skate of Romania |                   |                 |                 | 7.ª              |                   |               |                  |                 |                   | Medalha de ouro  |                 |                 |               |               |
| Finlandia Trophy |                   |                 |                 |                  | 5.ª               |               |                  |                 | 6.ª               | Medalha de prata |                 |                 |               |               |
| Ice Challenge |                   |                 |                 |                  |                   |               |                  | 4.ª             |                   |                  |                 |                 |               |               |
| Karl Schäfer Memorial |                   |                 |                 | 5.ª              |                   |               | Medalha de prata |                 |                   |                  |                 |                 |               |               |
| Merano Cup |                   |                 |                 |                  |                   |               |                  |                 |                   | Medalha de ouro  |                 |                 |               |               |
| Nebelhorn Trophy |                   |                 | 12.ª            |                  |                   | 6.ª           | 4.ª              | 9.ª             |                   |                  | 4.ª             | 11.ª            |               |               |
| NRW Trophy |                   |                 |                 |                  |                   |               |                  |                 | 7.ª               |                  |                 | Medalha de ouro |               |               |
| Ondrej Nepela Trophy |                   |                 |                 | 7.ª              |                   |               |                  |                 |                   |                  |                 |                 |               |               |
| U.S. Classic |                   |                 |                 |                  |                   |               |                  |                 |                   |                  | 4.ª             |                 |               |               |
| Universíada |                   |                 |                 |                  |                   |               | 4.ª              |                 | 7.ª               |                  |                 | 4.ª             |               |               |
| Internacional – Júnior |                   |                 |                 |                  |                   |               |                  |                 |                   |                  |                 |                 |               |               |
| Evento/Temporada | 2002– 2003        | 2003– 2004      | 2004– 2005      | 2005– 2006       | 2006– 2007        | 2007– 2008    | 2008– 2009       | 2009– 2010      | 2010– 2011        | 2011– 2012       | 2012– 2013      | 2013– 2014      |               |               |
| Campeonato Mundial Júnior |                   | 27.ª            | 20.ª            | 11.ª             | 6.ª               | 11.ª          |                  |                 |                   |                  |                 |                 |               |               |
| JGP JGP Bulgária |                   | 16.ª            |                 |                  |                   |               |                  |                 |                   |                  |                 |                 |               |               |
| JGP JGP Estados Unidos |                   |                 | 8.ª             |                  |                   |               |                  |                 |                   |                  |                 |                 |               |               |
| JGP JGP Estônia |                   |                 |                 | 6.ª              |                   |               |                  |                 |                   |                  |                 |                 |               |               |
| JGP JGP Hungria |                   |                 |                 |                  | 6.ª               |               |                  |                 |                   |                  |                 |                 |               |               |
| JGP JGP Polônia |                   | 25.ª            |                 |                  |                   |               |                  |                 |                   |                  |                 |                 |               |               |
| JGP JGP República Tcheca |                   |                 |                 |                  | Medalha de bronze |               |                  |                 |                   |                  |                 |                 |               |               |
| JGP JGP Ucrânia |                   |                 | 13.ª            |                  |                   |               |                  |                 |                   |                  |                 |                 |               |               |
| Warsaw Cup |                   |                 |                 |                  | Medalha de prata  |               |                  |                 |                   |                  |                 |                 |               |               |
| Nacional |                   |                 |                 |                  |                   |               |                  |                 |                   |                  |                 |                 |               |               |
| Campeonato Estoniano |                   | Medalha de ouro | Medalha de ouro | Medalha de prata | Medalha de ouro   |               | Medalha de ouro  | Medalha de ouro | Medalha de bronze | Medalha de ouro  | Medalha de ouro |                 |               |               |
| Campeonato Estoniano – Júnior | Medalha de bronze |                 |                 |                  |                   |               |                  |                 |                   |                  |                 |                 |               |               |
| Equipes |                   |                 |                 |                  |                   |               |                  |                 |                   |                  |                 |                 |               |               |
| Japan Open |                   |                 |                 |                  |                   |               |                  | 1T/5P           |                   |                  |                 |                 |               |               |
| |                   |                 |                 |                  |                   |               |                  |                 |                   |                  |                 |                 |               |               |
| Legenda: GP = Grand Prix; JGP = Grand Prix Júnior; WD = Abandonou; T = Posição da equipe; P = Posição individual; Competição não foi disputada nesta temporada |                   |                 |                 |                  |                   |               |                  |                 |                   |                  |                 |                 |               |               |